# Ichikawa Ebijūrō en samouraï
L'acteur Ichikawa Ebijūrō en samouraï est le titre d'une estampe ukiyo-e du graveur japonais Shunshosai Hokuchō (春曙斎 北頂) (fl. c. 1822-1830). L'impression représente une scène d'une pièce du théâtre kabuki avec en vedette l'acteur d'Osaka Ichikawa Ebijūrō (市川蝦十郎) dans le rôle d'un samouraï. Une copie de l'estampe est conservée dans la collection permanente d'art du Japon du Musée royal de l'Ontario au Canada.

## Détails de l'impression
- Medium: kamigata nishiki-e (上方錦絵?) gravure sur bois; encre et couleur sur papier.
- taille : ōban tate-e (大判竪絵?)
- Format : ichimai-e (一枚絵?) impression sur feuille unique.
- Genre : kabuki-e (歌舞伎絵?), yakusha-e (役者絵?) gravure d'acteur.
- Titre japonais : (「判官代輝国」「市川蝦十郎).
- Titre de l'exposition : L'acteur Ichikawa Ebijūrō en Samouraï.
- Date : 3e mois de 1823.
- Signature : Shunsho ga (春曙画).
- Marques de l'éditeur : Tenki (天キ (Tenmaya Kihei), Yamaichi (山市).
- Sceau de censure : aucun.
- Sceau de date : aucun.
- Crédit : aucun.

## Artiste
Shunshosai Hokuchō (春曙斎 北頂) (fl. 1822-1830), est un graveur japonais d'ukiyo-e d'Osaka, membre de l'école Shunkōsai Fukushū et élève de Shunkōsai Hokushū (春好斎北洲). Il emploie les gō (noms d'artiste) Shunsho (春曙) (1822-1824), Hokuchō (北頂) (1824-1830), Inoue Shunshosai (井上春曙斎). Guère prolifique, toutes ses images qui nous sont parvenues sont des yakusha-e, portrait d'acteurs du kabuki. 

## Medium/ genre
Les œuvres de Hokuchō sont classées dans le genre kamigata-e (上方絵), terme utilisé pour distinguer les productions de la région de Kamigata (Kyoto et Osaka) de celles produites à Edo (moderne Tokyo). Les kamigata-e sont essentiellement des images kabuki-e (歌舞伎絵) d'acteurs du kabuki, produites presque exclusivement par des amateurs « fans talentueux de kabuki » qui font la promotion de leurs acteurs favoris.

## Éditeur

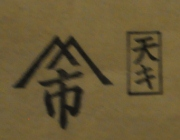
Sceaux de Yamaichi et Tenki hanmoto

La gravure montre deux sceaux d'éditeur. À droite se trouve la marque Kinkadō (金華堂) ou Tenmaya Kihei (天満屋喜兵衛), habituellement connu sous le nom Tenki (天喜/天キ). La société opère à Osaka de 1816 jusqu'aux années 1850 et publie les œuvres de Gigadō Ashiyuki, Konishi Hirosada, Shunbaisai Hokuei, Sadamasu et Ryūsai Shigeharu entre autres. Tenki emploie divers sceaux d'éditeur, hanmoto (版元). Cette version reprend le caractère (kanji) 天 (« dix ») suivi du caractère katakana キ (ki) au sein d'un rectangle.
Sur la gauche se lisent au moins trois variantes du hanmoto utilisé par Yamaichi (山市), qui, entre 1822 et 1824, produit des images d'artistes tels qu'Ashiyuki Gigadō, Hokushū, Kunihiro et Shibakuni. Sur cette impression, le sceau est le caractère kanji 市 (ichi) sous une double montagne stylisée (prononcé yama).

## Sujet

### Ichikawa Ebijūrō I
L'inscription à la droite de la silhouette l'identifie comme l'acteur Ichikawa Ebijūrō (市川蝦十郎) dans le rôle de Hangandai Terukuni (判官代輝国). La date de l'impression indique qu'il s'agit d'Ebijūrō I (c. 1777-1827), premier de sept générations d'acteurs dont la lignée s'éteint en 1929.
Né à Osaka, Ebijūrō I est un acteur tachiyaku (立役) (rôle masculin) et jitsuaku (実悪) (rôle de « méchant ») qui paraît sur les scènes d'Osaka, Kyoto et Edo. Il est réputé pour jouer jusqu'à sept rôles au sein d'une même pièce ainsi que pour les impressionnantes scènes de combat tachimawari (立回り) et ses chagements de costumes hayagawari (早替り).
| Noms de scène        | Ichikawa Ichizō I (c. 1808-1814) | Ichinokawa Ichizō (1815)       | Ichikawa Ebijūrō I (1815-1827) |
| Noms poétiques       | Shikaku                          | Shinshō                        |                                |
| Nom de guilde        | Harikaya                         |                                |                                |
| Mentors              | Ichikawa Danzō IV                | Ichikawa Danjūrō VII           |                                |
| Disciples            | Ichikawa Ebijūrō II              | Ichikawa Ebijūrō III           |                                |
| Portraits d'artistes | Utagawa Toyokuni (1814, 1820)    | Shunkōsai Hokushū (1816, 1820) | Utagawa Kunihiro (1817)        |

### Sugawara Denju Tenarai Kagami
La gravure représente une scène de la pièce historique jidaimono (時代物) intitulée Sugawara Denju Tenarai Kagami (菅原伝授手習鑑) (« Les Secrets de la calligraphie »), « l'un des trois chefs-d’œuvre de Gidayū-kyōgen » (義太夫狂言),. Composée en 1746 pour le théâtre de marionnettes ningyō jōruri (人形浄瑠璃) par Takeda Izumo I, Miyoshi Shōraku, Namiki Senryū I et Takeda Izumo II, elle est montée pour la première fois pour le kabuki l'année suivante. Pièce en cinq actes, elle est consacrée à Sugawara no Michizane (菅原道真), héros tragique de l'époque de Heian. Hangandai Terukuni est un personnage secondaire, escorte de Sugawarat et représentant de l'empereur retiré Uda. La gravure de Hokuchō commémore une représentation de la pièce au théâtre Kado no Shibai d'Osaka au cours du troisième mois de l'année 1823.

## Image
Ebijūrō est saisi dans une pose mie dramatique. Il se tient pieds nus, plantés écartés, le corps penché en avant à la taille. Avec une expression sérieuse, il regarde au loin le corps incliné de trois quarts profil vers la droite. Il semble avoir été surpris dans une posture défensive. Sa main droite est levée au-dessus de sa tête et dans le coin supérieur droit de l'image se voit un harisen (ハリセン) en plein vol après avoir été lancé en l'air. Sa main gauche agrippe la gaine de l'un des deux sabres sur son côté gauche, position habituelle pour les samouraïs.
Il porte un kimono sombre dont ses bras sont sortis pour augmenter sa mobilité. Sur la moitié supérieure du kimono pendu en bas de sa taille figure le caractère (輝) qui commence le nom Terukuni (輝国). Son sous-kimono jaune est orné de motifs de papillons diurnes ou nocturnes. Ses cheveux sont arrangés en chignon chonmage (ちょんまげ) et le cordon visible autour de sa tête indique que son chapeau eboshi a été rejeté en arrière.
Le fond de l'impression est complètement vide et coloré de jaune, choix particulièrement fréquent chez Hokuchō.

## Inscription
Sur le côté droit de la gravure figure une inscription écrite dans un style de calligraphie japonaise connue sous le nom écriture cursive chinoise. Sōsho (草書), qui se traduit littéralement par « écriture de l'herbe », est une forme très stylisée d'écriture, généralement difficile à lire pour ceux qui ne sont pas spécifiquement formés au déchiffrement. L'inscription de Hokuchō apparaît en cinq colonnes verticales de différentes hauteurs contenant chacune deux ou trois caractères kanji ou hiragana. Elle se lit de haut en bas, de droite à gauche. Une transcription partielle donne :
- 風 侍　や　（kazezamurai ya）
- 志　?　? (kokorozashi ? ?)
- 疎　? (utou ?)
- ? 役　目　（? yakume）
- ?　升 (? masu)

## Copies dans d'autres collections
Des copies de cette estampe sont conservées dans les collections permanentes des institutions suivantes : 
- Centre de recherche sur les arts, université de Ritsumeikan, « 市川蝦十郎　判官代輝国 [Ichikawa Ebijūrō I / Hangandai Terukuni] »

- Musée des beaux-arts de Boston, « Actor Ichikawa Ebijūrō I as Hangandai Terukuni »

## Images associées
Hangandai Terukuni est un sujet ukiyo-e populaire à la fin de l'époque d'Edo. Il apparaît dans de nombreuses gravures dont :
- Utagawa Kunisada/ Toyokuni III, « Actor Kataoka Gatō II as Hangandai Terukuni (1860) »

- Utagawa Kunisada/ Toyokuni III, « Actor Arashi Kichisaburo III as Hangandai Terukuni (1850) »

- Utagawa Kunisada/ Toyokuni III, « Poem by Sei Shōnagon: Hangandai Terukuni and Kanshōjō (Sugawara Michizane), from the series Ogura Imitations of One Hundred Poems by One Hundred Poets (Ogura nazorae hyakunin isshu) (c. 1845-1848) »

- Konishi Hirosada, « Actors Okawa Hashizo as Kanshōjō and Ichikawa Shiko as Hangandai Terukuni (c. 1848) »

- Isshūsai Kunikazu, « Actor Arashi Kichisaburō III as Hangandai Terukuni (1859) »